# Алжир на зимних Олимпийских играх 2010
Алжир принимал участие в Зимних Олимпийских Играх 2010 года в Ванкувере, Канада. Которые проходили в период с 12 по 28 февраля 2010 года. Это третий раз когда Алжир участвовал в Зимних Олимпийских Играх. Алжирскую делегацию представлял единственный алжирский спортсмен в лыжном спорте, Мехди-Селим Хелифи. Который также нес алжирский флаг при открытии олимпиады.
Алжир одна из тех стран, которая не выиграла ни одной медали на этой олимпиаде. Единственный алжирский спортсмен занял 84 место в свободном стиле на 15 км.

## Делегация
В состав делегации входил спортсмен Мехди-Селим Хелифи и глава делегации Хамадан Мезиани, член  Алжирского Олимпийского комитета и президент Алжирской Федерации лыжного спорта и горных видов спорта. В качестве тренера присутствовал француз Дэни Франсуа Буазие, в качестве врача – Файсал Эссад Ростан. Количество человек в делегации было еще меньше, чем на олимпиаде 2006 года.  Два других алжирских лыжника хотели попасть на олимпиаду, но не набрали достаточного количества баллов и не прошли.
Таблица количество спортсменов в каждой дисциплине :
| Спорт        | Дисциплина             | Мужчины | Женщины | Всего |
| ------------ | ---------------------- | ------- | ------- | ----- |
| Лыжные гонки | 15 км свободным стилем | 1       | 0       | 1     |
| Total        | Total                  | 1       | 0       | 1     |

## Лыжные гонки
| Спортсмен          | Дисциплина              | Время   | Отставание | Место |
| ------------------ | ----------------------- | ------- | ---------- | ----- |
| Мехди-Селим Хелифи | 15 км — свободный стиль | 41:38,5 | +8:02,2    | 84    |